# 前阳南站
前阳南站位于中国辽宁省丹东市下辖东港市前阳镇，经过本站的铁路有丹大快速铁路，为一级二场的货运运输及编组站，站内设到发线9条、调车线12条、调车牵出线2条、驼峰1座，并预留一级三场升级条件。

## 历史
前阳南站于2015年4月8日开始铺轨作业，并于2015年12月17日随丹大快速铁路一起投入使用。